# Elatostema krauseanum
Elatostema krauseanum är en nässelväxtart som beskrevs av H. Schröter. Elatostema krauseanum ingår i släktet Elatostema och familjen nässelväxter. Inga underarter finns listade i Catalogue of Life.